# David Kabalin
David Kabalin Vinodolski (Novi Vinodolski, 1918. – 21. kolovoza 2012.) je hrvatski pjesnik, književnik i nekad istaknuti privrednik iz Novog Vinodolskog. Po struci je dipl. inž. šumarstva.

## Školovanje i karijera
U Novom Vinodolskom je pohađao osnovnu školu. U Sušaku je pohađao gimnaziju, a na studij je otišao u Zagreb, gdje je studirao šumarstvo na Poljoprivredno-šumarskom fakultetu. Diplomirao je 1941. godine. U ratu se priključio partizanima. Od 1943. je službovao u mornarici, u flotili II. Pomorskog obalskog sektora mornarice NOVJ. Kad je partizanska vlada osnovala Povjereništvo šuma i rada na Visu, partizanske vlasti su ga prebacile raditi u tom tijelu. Početkom jeseni iste godine su ga prebacili u Beograd na mjesto pomoćnika ministra u prvoj vladi Jugoslavije u svojstvu suradnika za šumarstvo. U razdoblju dok je živio i radio u Beogradu, drugovao je s Dragom Gervaisom, Matom Balotom i Ivanom Matetićem, istarskim i primorskim Hrvatima koji su emigrirali u Kraljevinu SHS, bježeći pred talijanskim okupatorom, koji je još onda pokazivao fašistička obilježja. Budući da je iza rata nedostajalo kadrova, a velike potrebe su se nasumice pokazivale na raznim mjestima, od 1947. je bio je često premještan diljem države, ovisno gdje se ukazala velika potreba, pa je bio direktorom šumskih poduzeća i drvne industrije u Zagrebu, Novoj Gradišci i Rijeci. Bio je i prvim direktorom Jugoinspekta u Zagrebu. Nakon tako burna kretanja, nakon dvije godine odlazi u inozemstvo gdje je bio državni predstavnik izvoznih drvarskih poduzeća. Prvo je bio u Milanu, potom u Frankfurtu i Düsseldorfu. Nakon što se vratio iz inozemstva, radio je u Exportdrvu do odlaska u mirovinu. Bio je članom predsjedništva Šumarskog društva NR Hrvatske.
Polovicom 1930-ih se aktivirao kao književnik. Pisao je čakavskim narječjem hrvatskog jezika. Prvo je pisao u sušačkim tiskovinama. Nakon što su se poluotok Istra, Rijeka i otoci sjedinili s maticom Hrvatskom, piše i u puljskim i riječkim tiskovinama. Ukupno je napisao 18 knjiga pjesama i kraćih proznih djela. Pisao je mjesnim čakavskim narječjem Novog Vinodolskog. Tematski se drži tradicijskim temama novljanskog zavičaja, osobito povijesti, svakodnevnog života obična naroda i starinskih običaja. Na njegovo stvarateljstvo je utjecalo usmeno stvarateljstvo, posebice Mažuranići. 
Ivan Matetić Ronjgov je 1954. godine uglazbio Kabalinovu pjesmu Mantinjada domaćemu kraju. Osim Matetića, i drugi hrvatski skladatelji su uglazbili Kabalinove pjesme, a skladbe su mu izvodile i klape.
Bio je odbornikom Glavnog odbora Čakavskog sabora 1970. godine. Član je riječkog ogranka Društva hrvatskih književnika.

## Djela

### Književna djela
(izbor)
- Plovi brode, široko ti more
- Kolo mažurane
- Pivanja i govorenja
- Moj grad kameniti
- Moje strune
- Pomalko prohaja deveti križ
- Nagnulo se j’ drivce orihovo
- Dedove pojidi i veselja
- Besedice, 2011.

### Stručna djela
- Drvo u našoj vanjskoj trgovini, 1958.

## Nagrade
Za svoje pjesničke uradke na čakavskom narječju je 2006. godine dobio nagradu Drago Gervais. Osim toga, Grad Rijeka i Novi Vinodolski su mu dali nagrade za životno djelo.
Pjesme mu se nalaze u nekoliko antologija hrvatskog pjesništva.

## Vanjske poveznice
- Novi list  Arhivirana inačica izvorne stranice od 11. ožujka 2011. (Wayback Machine) "Besedice" - nova knjiga pjesama Davida Kabalina Vinodolskog
- Kurzivna glagoljica
- Čakavski sabor  Arhivirana inačica izvorne stranice od 16. veljače 2021. (Wayback Machine) Kabalin